# Марки пластовой почты

Марка пластовой почты, посвящённая 45-й годовщине организации Пласт, выпущена в Канаде (1956)

Ма́рки пла́стовой по́чты — непочтовые марки, издаваемые различными подразделениями украинской скаутской организации Пласт за рубежом начиная с 1926 года.

## История
Марки украинской скаутской организации Пласт начали выпускать в разных странах мира ещё перед Второй мировой войной. Первая марка пластовой почты появилась в 1926 году. В дальнейшем их издавали в Германии, Канаде и США.
Кроме того, Пласт организовал 7 июля 1951 года в Эдмонтоне (Канада) первую вне территории Украины филателистическую выставку украинских марок. К выставке были подготовлены почтовые карточки, на которые клеились по две марки из четырёхмарочной серии Подпольной почты Украины 1949 года, и специальное гашение.

### Выпуски в Германии
После Второй мировой войны марки пластовой почты выпускались в лагерях украинских беженцев в Германии.
С 5 по 7 июля 1947 года в Миттенвальде (Американская зона оккупации Германии) состоялся юбилейный Праздник весны. Этому событию была посвящена первая юбилейная серия марок пластовой почты. Марки серии имели одинаковый рисунок: изображение пластовой лилии. 5 июля того же года в Миттенвальде была выпущена вторая юбилейная серия марок пластовой почты в честь 35-й годовщины Пласта. На марках были изображены следующие сюжеты: пеший туризм, кемпинг, лагерь бойскаута.
11 февраля 1948 года в Ганновере (Британская зона Германии) Краевая Пластовая Старшина по случаю 40-летия мирового скаутинга и в честь 91-й годовщины со дня рождения основоположника скаутинга лорда Баден-Пауэлла выпустила памятную серию из пяти марок с одинаковым рисунком. Серия была приурочена к международной встрече, которая состоялась 22 февраля 1948 года в украинском лагере беженцев в Ганновере. Рисунок изображает руку скаута в скаутском приветствии, окружённую лилиями скаутских подразделений разных народов, принимавших участие во встрече: англичан, латышей, белорусов, украинцев, поляков, эстонцев и литовцев. Автором рисунка был Анатолий Яблонский. Марки печатались в типографии Клеменса Штитца в Ганновере.
| Послевоенные марки пластовой почты (Ганновер, 1948) | Послевоенные марки пластовой почты (Ганновер, 1948) |
| --- | --------------------------------------------------- |
| |                                                     |
| Памятная серия по случаю 40-летия мирового скаутинга и в честь 91-й годовщины со дня рождения основоположника скаутинга лорда Баден-Пауэлла. Художник А. Яблонский |                                                     |

26 марта 1948 года в немецком городе Ашаффенбурге Пластовое филателистическое бюро при Головной Пластовой Булаве (ГПБ) по случаю I пластового конгресса, проходившего с 26 по 29 марта того же года в Ашаффенбурге, выпустило надпечатанную серию марок. Для этого использовались марки из первой и второй юбилейных серий, на которых была сделана чёрная типографская надпечатка текста в четыре строки: англ. «UKRAINIAN Scout Congress, Aschaffenburg, 26-29.III.1948». Надпечатывались марки в мюнхенской типографии Брукмана и Ко. Надпечатка десятой марки в каждом листе была выполнена с ошибкой — «Sсаut» вместо «Scout», эти марки чрезвычайно редки. Все марки были розданы участникам Конгресса; в продаже они не были и поэтому достаточно редки.
20 февраля 1949 года Краевая Пластовая Старшина в Ганновере по случаю «Недели пластуна», проходившей с 10 по 27 февраля 1949 года, издала памятную серию из трёх марок с одинаковым рисунком: земной шар, покрытый пластовым платком, с надписью лозунга и приветствия пластунов — «СКОБ!» (Сильно, Красиво, Осторожно, Быстро!). Рисунок марок выполнил В. Шехович. Серия была отпечатана в книжном магазине Клеменса Штитца в Ганновере.
15 декабря 1952 года в Мюнхене главой Пластовой Старшины была издана юбилейная серия из пяти марок по случаю 40-летия Пластового Подразделения (Улада). Марки серии имели одинаковый рисунок для всех номиналов: пластовая лилия на фоне двух земных полушарий и надпись укр. «Український Пластовий Улад». Автор рисунка — Любомир Риктицкий. Серия была отпечатана в типографии Реймунда Финка в Мюнхене.

### Выпуски в Северной Америке

Блок с марками пластовой почты, посвящённый 50-й годовщине Пласта. Издан в Нью-Йорке, художник Я. Гнездовский (1961)

С марта 1952 года пластовые марки начали выпускать преимущественно на местах нового поселения пластунов в Канаде, а впоследствии и в США.
В 1952 году, во время так называемой «Недели пластуна», проходившей со 2 по 9 марта 1952 года в канадском городе Эдмонтон (провинция Альберта), пластовая станица Эдмонтон, по инициативе юношеского кружка «Карпатские орлы», издала серию из четырёх марок с названием «Неделя пластуна». Марки серии имели одинаковый рисунок: пластун в полном обмундировании и пластовый символ — лилия и отличались номиналом и цветом. Автором рисунка был пластун Павел Кукомский. Серию отпечатали в типографии «Alberta Printing Co.». Эти марки наклеивали на почтовые карточки во время Праздника весны в Торонто, проходившего с 21 по 22 июня 1952 года, и гасились специальным штемпелем.
30 августа 1952 года появилась марка, изданная Обозной Комиссией ІV Большой Рады Пластового Сеньората «Ниагара» в Торонто в связи с IV Всемирным пластовым конгрессом, состоявшемся с 30 августа по 1 сентября того года. На рисунке марки, выполненном по проекту Владимира Баляса, изображён Ниагарский водопад, отряд пластунов и знак отличия. Марка отпечатана в типографии Базилианского ордена в Торонто. Одновременно были изданы открытки с увеличенным рисунком марки, то есть картмаксимумы, которые гасились специальным штемпелем с пластовой лилией и надписью «Союз Українських Пластунів».
10 апреля 1953 года в Виннипеге (Манитоба, Канада) Пластовый филателистический кружок третьей пластовой станицы выпустил «благотворительную марку» по случаю выставки украинских марок, которая проводилась с 10 по 12 апреля 1953 года в Виннипеге. Средства, полученные от продажи марки, использовались для закупки пластового лагерного жилья. В центре марки был изображён фотопортрет основоположника Пласта Александра Тисовского (Олександр Тисовський) и даны надписи на украинском языке: «Выставка украинской марки, Виннипег 10-12.IV.1953 г.» и «На фонд жилья». Оформление марки было выполнено Богданом Боцюрковым. Её отпечатали в типографии газеты «Новый путь» в Виннипеге. Во время выставки действовала пластовая почта, которая гасила марки большим круглым резиновым штемпелем.
29 мая 1954 года Пластовая команда Праздника Весны округа Нью-Йорк (США) выпустили четыре марки в честь Праздника Весны, который состоялся в пластовом лагере «Волчья тропа». Рисунок художника Якова Гнездовского изображает пластовый знак отличия и Святого Георгия, покровителя Пласта. Марка была отпечатана офсетной печатью в типографии «Small Photo-Offset Reproduction» в Нью-Йорке. Одновременно были изданы картмаксимумы. Марки гасились специальным штемпелем, также работы Я. Гнездовского.
В 1957 году, в честь 45-й годовщины организации Пласт, отмечавшейся в 1956 году, в Канаде были изданы марка и конверт с изображением пластовой лилии, которые гасились частным штемпелем. В 1959 году в Нью-Йорке вышел 10-марочный лист в честь 320-летия со дня рождения гетмана Мазепы с изображением его герба.

Марка пластовой почты, посвящённая 50-й годовщине организации Пласт: волынская писанка (Торонто, 1961)

В апреле 1961 года в честь 50-й годовщины Пласта в Торонто был выпущен лист из 45 марок с изображениями различных писанок — расписанных пасхальных яиц.
28 августа 1961 года в нью-йоркском пластовом лагере «Волчья тропа» был выпущен блок из четырёх юбилейных марок в честь 50-й годовщины организации Пласт. На марках были изображены портреты основоположника Пласта Александра Тисовского, бывшего главы Пласта Северина Левицкого (Северин Левицький), золотой юбилейный значок Пласта и первая марка пластовой почты 1926 года. Марки были нарисованы Яковом Гнездовским. Для каждой марки был изготовлен картмаксимум. Кроме того, марки гасились специальным штемпелем на художественном конверте.
В честь 50-летия Пласта 11 декабря 1961 года выходил также художественный конверт в Торонто, для которого использовалась ранняя марка 1957 года. На конверт наносились специальные гашения. Собранные от распространения юбилейных конвертов средства шли на развитие Пласта.
В 1963 году в греческом Марафоне состоялось 11-е Всемирное Джамбори (слёт скаутов). В честь этого события в Торонто была выпущена марка пластовой почты, доход от продажи которой шёл в фонд Пласта «Пойдем на Марафон!». Марка печаталась в листах по 32 штуки.

### Членские марки
Членские (гербовые) марки были выпущены 15 февраля 1950 года в Мюнхене по заказу референта пластового хозяйства при ГПБ в Мюнхене. Эти марки наклеивали в книжечки членских взносов.
Номиналы марок соответствовали сумме членских взносов пластуна в его подразделении (уладе). Жёлтые марки были для УПН (Улад Пластунов Новичков), синие — для УПЮ (Улад Пластового Юношества), фиолетовые для УСП (Улад Старших Пластунов) и УПС (Улад Пластунов Сеньоров). Для льготных взносов были выпущены марки зелёного и карминового цветов. Были ещё марки красно-оранжевого цвета, но поскольку их легко было спутать с карминовыми марками, их вскоре заменили жёлтыми знаками. Рисунок у всех марок был один — пластовая лилия, автор рисунка — Михаил Курила. На каждой марке надпись: «Пластова гербова марка». Отпечатаны марки были в типографии Ромуальда Финка в Мюнхене.
| Членские (гербовые) марки Пласта (Мюнхен, 1950) | Членские (гербовые) марки Пласта (Мюнхен, 1950) |
| ----------------------------------------------- | ----------------------------------------------- |
|                                                 |                                                 |

## Прочее
Украинской почтой в 2007 году выпущены две почтовые миниатюры (Mi #858—859) в виде сцепки и блока в ознаменование 100-летия скаутского движения. Для одной из марок художник Александр Калмыков использовал фотографию, на которой запечатлена группа пластунов 1920-х годов. Марки выходили в рамках совместного выпуска выпуска «Европа».

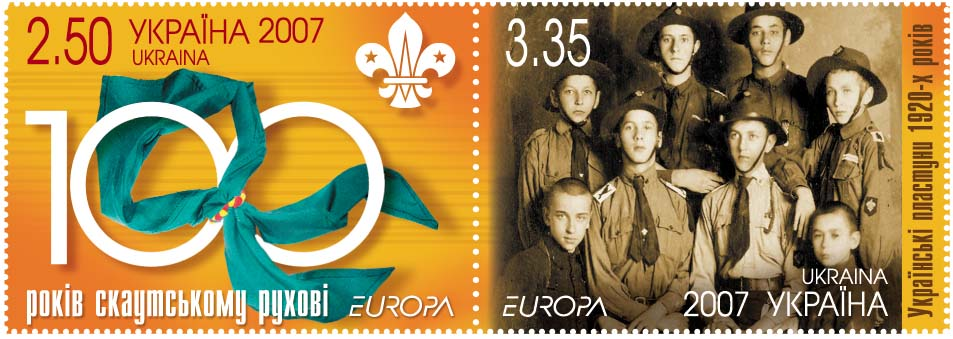
Почтовые марки Украины к 100-летию скаутского движения (2007). Пластуны 1920-х годов. Художник А. Калмыков